# Бистров Володимир Сергійович
Володимир Сергійович Бистров (рос. Владимир Сергеевич Быстров, нар. 31 січня 1984, Луга) — російський футболіст, фланговий півзахисник. Заслужений майстер спорту Росії (2008).
Виступав, зокрема, за клуби «Зеніт» і «Спартак» (Москва), а також національну збірну Росії.
Володар Кубка Росії. Дворазовий чемпіон Росії.

## Клубна кар'єра
Народився 31 січня 1984 року в місті Луга. Вихованець дитячо-юнацьких структур санкт-петербурзького «Зеніта».
У дорослому футболі дебютував 2001 року виступами за основну команду «Зеніта», в якій провів п'ять сезонів, взявши участь у 81 матчі чемпіонату. Більшість часу, проведеного у складі «Зеніта», був основним гравцем команди.
Своєю грою за цю команду привернув увагу представників тренерського штабу клубу «Спартак» (Москва), до складу якого приєднався 2005 року. Відіграв за московських спартаківців наступні чотири сезони своєї ігрової кар'єри. Граючи у складі московського «Спартака» також здебільшого виходив на поле в основному складі команди.
2009 року повернувся до клубу «Зеніт». Цього разу провів у складі його команди чотири сезони. За цей час двічі виборював титул чемпіона Росії.
Згодом з 2014 по 2017 рік грав у складі команд клубів «Анжі» та «Краснодар».
До складу новачка російської Прем'єр-ліги, клубу «Тосно», приєднався 2017 року.

## Виступи за збірну
2004 року дебютував в офіційних матчах у складі національної збірної Росії.
У складі збірної був учасником чемпіонату Європи 2004 року у Португалії, чемпіонату Європи 2008 року в Австрії та Швейцарії. За десятирічну кар'єру у збірній провів 48 матчів? в яких забив 4 голи.

## Статистика виступів

### Статистика клубних виступів
| Сезон             | Команда            | Чемпіонат         | Чемпіонат | Чемпіонат | Національний кубок | Національний кубок | Національний кубок | Континентальні кубки | Континентальні кубки | Континентальні кубки | Інші змагання | Інші змагання | Інші змагання | Усього | Усього |
| Сезон             | Команда            | Ліга              | Ігор      | Голів     | Ліга               | Ігор               | Голів              | Ліга                 | Ігор                 | Голів                | Ліга          | Ігор          | Голів         | Ігор   | Голів  |
| ----------------- | ------------------ | ----------------- | --------- | --------- | ------------------ | ------------------ | ------------------ | -------------------- | -------------------- | -------------------- | ------------- | ------------- | ------------- | ------ | ------ |
| 2001              | «Зеніт»            | ВД                | 1         | 0         |                    |                    |                    |                      |                      |                      |               |               |               |        |        |
| 2002              | «Зеніт»            | ПЛ                | 11        | 0         |                    |                    |                    |                      |                      |                      |               |               |               |        |        |
| 2003              | «Зеніт»            | ПЛ                | 20        | 4         |                    |                    |                    |                      |                      |                      |               |               |               |        |        |
| 2004              | «Зеніт»            | ПЛ                | 30        | 1         |                    |                    |                    | КУЄФА                | 4                    | 0                    |               |               |               |        |        |
| 2005              | «Зеніт»            | ПЛ                | 12        | 1         |                    |                    |                    |                      |                      |                      |               |               |               |        |        |
| 2005              | «Спартак» (Москва) | ПЛ                | 15        | 3         |                    |                    |                    |                      |                      |                      |               |               |               |        |        |
| 2006              | «Спартак» (Москва) | ПЛ                | 24        | 6         |                    |                    |                    | ЛЧ                   | 9                    | 0                    |               |               |               |        |        |
| 2007              | «Спартак» (Москва) | ПЛ                | 18        | 3         |                    |                    |                    | КУЄФА+ЛЧ+КУЄФА       | 2+2+2                | 0+0+0                |               |               |               |        |        |
| 2008              | «Спартак» (Москва) | ПЛ                | 24        | 1         |                    |                    |                    | КУЄФА+ЛЧ+КУЄФА       | 2+2+3                | 0+0+0                |               |               |               |        |        |
| 2009              | «Спартак» (Москва) | ПЛ                | 18        | 4         | КР                 | 1                  | 0                  |                      |                      |                      |               |               |               |        |        |
| 2009              | «Зеніт»            | ПЛ                | 10        | 6         |                    |                    |                    |                      |                      |                      |               |               |               |        |        |
| 2010              | «Зеніт»            | ПЛ                | 25        | 6         | КР                 | 3                  | 0                  | ЛЧ+ЛЄ                | 3+1                  | 0+0                  |               |               |               |        |        |
| 2011–12           | «Зеніт»            | ПЛ                | 12        | 1         | КР+КР              | 1+1                | 0+0                | ЛЄ+ЛЧ                | 1+4                  | 0+0                  |               |               |               |        |        |
| 2012–13           | «Зеніт»            | ПЛ                | 18        | 3         | КР                 | 1                  | 0                  | ЛЧ                   | 5                    | 0                    | СКР           | 1             | 0             | 25     | 3      |
| Усього за кар'єру | Усього за кар'єру  | Усього за кар'єру | 238       | 39        |                    | 7+                 | 0+                 |                      | 40                   | 0                    |               | 1+            | 0+            | 286+   | 39+    |

## Титули і досягнення
- Володар Кубка Росії (2):

«Зеніт»: 2009-10
«Тосно»: 2017-18
- Чемпіон Росії (2):

«Зеніт»: 2010, 2011-12
- Володар Суперкубка Росії (1):

«Зеніт»: 2011

## Громадянська позиція
Внесений до чорного списку на сайті «Миротворець» за підтримку війни в Україні.